# Sorghum derzhavinii
Sorghum derzhavinii är en gräsart som beskrevs av Nikolai Nikolaievich Tzvelev. Sorghum derzhavinii ingår i släktet durror, och familjen gräs. Inga underarter finns listade i Catalogue of Life.